# فاتو
حومة فاتو  هي قرية تونسية ساحلية تابعة لمعتمدية حومة السوق بجزيرة جربة - ولاية مدنين.

## الموقع و أصل التسمية
يحدّ فاتو شمالا البحر الأبيض المتوسط و شرقا غيزن و جنوبا القشعيين و قرية والغ و غربا حومة السوق المدينة التّجارية و الصّناعية.
تُعتبر منطقة الحوّاسة الواقعة في جنوب حومة فاتو هي النواة الأولى لحومة فاتو قبل أن تتوسع حومة فاتو نحو الشمال خلال القرنين 19 و 20.
كانت تقع في منطقة الحواسة حومة بنفس الإسم لكنها اندثرت مع الطاعون الذي ضرب جزيرة جربة بين سنتي 1784 و 1785.خلال أوائل القرن 16 (ذروة النفوذ العثماني بجزيرة جربة و البلاد التونسية عموما) استقرت بحومة الحوّاسة إمرأة عثمانية تُدعى "فاطو" و فاطو في اللهجة العثمانية القديمة هو صيغة تصغير و تحبب لإسم فاطمة.
كانت فاطو العثمانية إمرأة صالحة ورعة تطوف في أحياء جزيرة جربة لشفاء المرضى و التصدق على الفقراء أملا في إستقطاب السكان الإباضيين للجزيرة إلى المذهب الحنفي فسماها أهل الجزيرة بالحوّاسة لكثرة تنقلاتها و أصبحت حومتها تُعرف بحومة "فاطو الحوّاسة" ثم اختُصرت التسمية مع مرور الزمن إلى "حومة فاطو" و لما جاء الإستعمار الفرنسي سماها "Fatou" فأصبحت تُعرف عند الأجيال التي عاصرت الإستعمار الفرنسي و ما بعده ب"حومة فاتو"

## الحرف
بهذ الحومة أنشطة متنوعة أهمها الصيد البحري و صناعة الحصير من السمارة و نسج الأغطية الصّوفيّة.

## المنشآت
تشتمل هذه الحومة على مدرسة النور بفاتو التي يعود تاريخ إفتتاحها إلى سنة 1962 و مدرسة المعرفة القرآنية وروضتين و مصحة الشفاء و المجمع الطبي « دار الحكيم » و مخبر تحاليل طبية ومستوصف و برومقرو و المركب السياحي الفلوكة و دار الجيلاني للفنون و الحرف و عدة جوامع هي جامع: بوشداخ و جامع تاجديت و جامع بن يونس و جامع الشهبان و جامع بن صالح و جامع سيدي زايد و جامع بن غازي.